# SME Server
SME Server is een Linuxdistributie voor servers. SME Server gebaseerd op CentOS.

## Doel en functionaliteit
SME Server is geoptimaliseerd als internetserver, voorzien van uitsluitend de hoogstnoodzakelijke diensten, zoals de firewall, web- en mailserver, MySQL, vpn en ssh. Daarnaast is SME Server uitbreidbaar met vele bijdragen vanuit de gemeenschap, de zogenaamde Contribs.
De huidige versie 8.0 is gebaseerd op CentOS 5.8 en is standaard van vele contribs voorzien, zoals de ClamAV virusscanner en het SpamAssassin-spamfilter.
De toekomstige versie 9 is op het moment in ontwikkeling, met als basis CentOS versie 6.

## Geschiedenis
SME Server is de opvolger van een Linuxdistributie die in 1999 op basis van Red Hat onder de naam E-Smith Server and Gateway werd gepubliceerd door E-Smith, Inc. (voorheen Powerframe Internetworking).
E-Smith werd in 2001 overgenomen door Mitel, dat op basis van de GPL-versie van E-Smith telefooncentrales ontwikkelde. Dat product heette SME Server v5 met ServiceLink (een extra dienst met ondersteuning door Mitel). De laatste commerciële versie is de 6000 MAS server, het SME Server-zusterproduct.
In 2003 werd E-Smith vrijgegeven aan de opensourcegemeenschap, maar de naam E-smith niet. Om die reden werd voor het nieuwe project de naam SME Server gebruikt. In 2004 werd SME Server gekocht door Lycoris. In april 2005 werd SME Server opnieuw aan de opensourcegemeenschap overgedragen. Een groot deel van de ontwikkeling wordt nog steeds door Mitel verzorgd.
Sinds 2008 is de webbased-beheerinterface ook in het Nederlands beschikbaar.

### Versiegeschiedenis
| Versie   | Verschijningsdatum | Informatie                       |
| -------- | ------------------ | -------------------------------- |
| 4.2      | 14 juli 2000       | E-Smith                          |
| 5.1.2    | 10 januari 2002    |                                  |
| 5.6      | 15 januari 2003    |                                  |
| 6.0.1-01 | 18 maart 2004      |                                  |
| 6.5RC1   | 4 maart 2005       | Stopgezet project, o.b.v. Fedora |
| 7.0      | 1 juli 2006        | Versie o.b.v. CentOS 4.3         |
| 7.5      | 26 mei 2010        | Versie o.b.v. CentOS 4.8         |
| 7.6      | 25 mei 2012        | Versie o.b.v. CentOS 4.9         |
| 8.0      | 25 mei 2012        | Versie o.b.v. CentOS 5.8         |
| 9.0      | 30 juni 2014       | Versie o.b.v. CentOS 6.5         |